# 푸르빌의 절벽 산책로
푸르빌의 절벽 산책로(프랑스어: Promenade sur la falaise, Pourville)는 프랑스 인상파 화가 클로드 모네의 1882년 그림이다. 바다 위 절벽 위에 있는 두 소녀를 묘사한 풍경화이며, 현재 미국 시카고 미술관에 소장되어 있다.

## 상세
1882년 2월~4월 중순부터 6월까지 프랑스 푸르빌 마을에 정착해 장기간 머물렀던 경험으로부터 영감을 얻어 그린 그림이다. 그 시절 모네는 훗날 아내가 되는 알리스 오슈데에게 "시골이 어찌나 아름다운지, 그 모든 매력의 구석구석을 당신에게 보여줄 수 있다면 얼마나 기쁠까!"라며 푸르빌로 데려갔다. 절벽 위에 서 있는 두 여자는 오슈데의 딸인 마르트 (Marthe)와 블랑슈 (Blanche)라는 설과, 당시 야외작업으로 그린 그림에 자주 등장했던 알리스와 블랑슈를 그린 것이라는 설이 있다.
그림 속에는 절벽의 풀, 소녀의 옷자락, 멀리 있는 바다 등 다양한 소재들이 짧고 선명한 획으로 유지되어 그려져 있다. 이 그림에서 볼 수 있는 붓터치의 감각은 1880년대 모네 작품의 특징으로, 여기서는 하늘을 가로질러 움직이는 인물, 땅, 물, 구름을 상대로 부는 여름철의 바람 느낌을 나타내기 위해 사용되었다. 작업 과정에서 모네는 각 구성의 비중에 있어 보다 균형을 갖추기 위해  최우측에 있는 바위곶의 크기를 줄였다. 그러나 이쪽의 절벽은 나중에 추가된 것이며 처음부터 의도된 부분은 아니라는 지적도 있다. 또 그림을 X선 촬영으로 분석한 결과, 작품 속 인물군에는 세번째 인물도 그려져 있었으나 나중에 덧칠해 지웠다는 사실이 밝혀졌다.
미술사학자 존 하우스 (John House)는 이와 비슷한 모네의 그림들을 소개하면서 "모네의 절벽 끝자락은 지형으로서의 곡선을 거의 보여주지 않는다. 대신 공간에 단절을 두고, 계속되는 띄워두기로 시선을 깊숙히 나아가게 하며, 평면 겹치기와 함께 선형적 시점보다는 대기, 즉 초점을 누그러뜨리고 색상을 바꿈으로서 거리를 표현하고 있다"고 해설했다. 또한 절벽과 바다의 병치, 지면과 공기 사이의 대조를 통해 즉각성이 더욱 강조되고 있다.

## 같이 보기
- 클로드 모네의 작품 목록

## 참고문헌
1. ↑  Art Institute of Chicago
2. ↑  Robert L. Herbert, Monet on the Normandy Coast: Tourism and Painting, 1867-1886, (New Haven: Yale University Press, 1996), 45
3. ↑  Heather Lemonedes, et al, Monet in Normandy, (New York: Rizzoli, 2007), 104
4. ↑  Art Institute of Chicago
5. ↑  Lemonedes, 104-106
6. ↑  Lemonedes, 106
7. ↑  John House, Monet: Nature into Art, (New Haven: Yale University Press, 1986), 112.